# Whiteout (film, 2000)
Pour les articles homonymes, voir Whiteout.
Pour plus de détails, voir Fiche technique et Distribution.
Whiteout (ホワイトアウト) est un film japonais réalisé par Setsurō Wakamatsu, sorti en 2000.

## Synopsis
Un groupe de terroristes prend en otage le plus grand barrage du Japon et ses ouvriers.

## Fiche technique
- Titre : Whiteout
- Titre original : ホワイトアウト
- Réalisation : Setsurō Wakamatsu
- Scénario : Yasuo Hasegawa (ja), Kenzaburō Iida et Yūichi Shinpo (ja) d'après son roman
- Musique : Ken Ishii[1] et Norihito Sumitomo (ja)
- Photographie : Hideo Yamamoto
- Décors : Fumio Ogawa
- Lumières : Yoshikazu Motohashi
- Sons : Osamu Onodera
- Montage : Yoshifumi Fukazawa
- Production : Yoshishige Shimatani (planification)
- Société de production : Dentsu, Destiny, Fuji Television Network, Kyodo Television, Nippon Herald Films, Tōhō et Victor Company of Japan
- Pays :  Japon
- Genre : Action et thriller
- Durée : 129 minutes[2]
- Dates de sortie : 
  - Japon : 19 août 2000[2]

## Distribution
- Yūji Oda : Teruo Togashi
- Nanako Matsushima : Chiaki Hirakawa
- Kōichi Satō : Masahiko Utsuki
- Ken Ishiguro : Kazushi Yoshioka
- Mitsuru Fukikoshi : Yoshito Kasahara
- Katsuo Nakamura : Kaoru Okuda
- Mitsuru Hirata : Yoshimitsu Iwazaki
- Satoshi Hashimoto : Satoshi Aojima
- Saishin Kudo : Shingo Tozuka
- Masato Furuoya : Kensuke Fujimaki
- Masaya Kikawada
- Tatsuo Yamada

## Distinctions
Sauf indication contraire, les informations mentionnées dans cette section peuvent être confirmées par la base de données cinématographiques IMDb,  présente dans la section « Liens externes ».

### Récompenses
- 2000 : Hōchi Film Award du meilleur acteur pour Yūji Oda[3]
- 2000 : prix Yūjirō-Ishihara aux Nikkan Sports Film Awards[4]
- 2001 : prix du meilleur acteur dans un second rôle pour Kōichi Satō et du meilleur son pour Osamu Onodera aux Japan Academy Prize[5]
- 2001 : prix Mainichi du meilleur film décerné par les lecteurs[6]

### Nominations
- 2001 : prix du meilleur film, du meilleur réalisateur pour Setsurō Wakamatsu, du meilleur acteur pour  Yūji Oda, de la meilleure actrice pour Nanako Matsushima, de la meilleure musique de film pour Ken Ishii et Norihito Sumitomo (ja), de la meilleure photographie pour Hideo Yamamoto, des meilleurs effets visuels pour Yoshikazu Motohashi, des meilleurs décors pour Fumio Ogawa et du meilleur montage pour Yoshifumi Fukazawa aux Japan Academy Prize[5]